# Beschussgesetz (Deutschland)
Das Beschussgesetz (BeschG) der Bundesrepublik Deutschland regelt die Prüfung und Zulassung von Feuerwaffen und deren Munition. Der vollständige Name lautet Gesetz über die Prüfung und Zulassung von Feuerwaffen, Böllern, Geräten, bei denen zum Antrieb Munition verwendet wird, sowie von Munition und sonstigen Waffen.
Zu den im Gesetz eingeschlossenen Waffen zählen Feuerwaffen, Böller, Geräte, bei denen zum Antrieb Munition aber auch hülsenlose Treibladungen verwendet werden. Es schließt ebenfalls deren höchstbeanspruchte Teile und die Munition und sonstigen Waffen mit ein.